# NGC 1135
NGC 1135 (również PGC 10800) – galaktyka spiralna (Scd), znajdująca się w gwiazdozbiorze Zegara. Odkrył ją John Herschel 11 września 1836 roku. Według niektórych źródeł NGC 1135 to zduplikowana obserwacja sąsiedniej galaktyki NGC 1136.